# Зарецький Віктор Іванович
Ві́ктор Іва́нович Заре́цький (8 лютого 1925, Білопілля — 23 серпня 1990, Конча-Озерна) — український радянський художник і педагог; член Спілки радянських художників України з 1956 року. Лауреат Державної премії України імені Тараса Шевченка за 1994 рік (посмертно). Чоловік Алли Горської (з 1952 року) та Майї Григор'євої (з 1978 року). Батько мистецтвознавця Олексія Зарецького.

## Біографія
Народився 8 лютого 1925 року в місті Білопіллі (нині Сумська область, Україна). Походив з шанованого козацького роду Зарецьких, що, за переказами, були одними з засновників міста Білопілля у XVII столітті. Мати — Марія Андріївна (з Коломійцевих), походила також з білопільської родини. До 1917 року рід Зарецьких мав статки та торгові справи не лише в Білопіллі, а й багатьох містах Російської імперії. Це стало однієї з причин, що під час подій 1918—1919 років вони підтримали Білу армію Денікіна. 1925 року частина родини вимушено перебралася на Донбас, тікаючи від можливих переслідувань. Дитинство та юнацькі роки Віктора пройшли у робітничих селищах Горлівки та Сталіно, де його батько Іван Антонович працював бухгалтером на створюваному хімічному виробництві. 1941 року, після початку німецько-радянської війни, разом із батьками евакуювався до міста Губахи Пермської області РРФСР, де здобув середню освіту.
1943 року мобілізований до Червоної армії, служив у 359 полку 14 запасної стрілецької Чебоксарської дивізії. У бойових діях участі не брав, бо з дитинства був глухим на одне вухо. Член ВКП(б) з 1944 року. Після демобілізації у 1945 році деякий час жив з батьками у селищі Обідімо під Тулою. Приватно навчався там у живописця Миколи Орєхова. 1946 року вступив до Київської художньої школи, де вчився у Геннадія Титова, Петра Драченка.
У 1947—1953 роках навчався в Київському державному художньому інституті у Костянтина Єлеви, Михайла Шаронова, Сергія Григор'єва. Був сталінським та рєпінським стипендіатом. Дипломна робота — картина «До Мавзолею» (олія; керівник Сергій Григор'єв, оцінка — «відмінно»).
Упродовж 1953—1957 років викладав у Київському художньому інституті. Серед учнів: Ігор Григор'єв, Ада Рибачук. З 1963 року — голова клубу творчої молоді «Сучасник». Один з лідерів руху шістдесятників. Нагороджений Почесною грамотою Президії Верховної Ради УРСР. У 1970-х роках співпрацював з дитячими журналами «Малятко» та «Барвінок», оформив низку книжок.
З 1978 року працював у власній художній студії, мав понад 200 учнів, серед яких: Арсен Савадов, Олеся Авраменко, Костянтин Кунцевич, Олександр Куріненко, Лариса Піша, Марина Соченко, Тарас Лобода, Микола Шкарапута, Жанна Василевська, Тетяна Галочкіна, Любов Кремінська, Анатолій Твердий, Ольга Кравченко. Розробив оригінальну педагогічну систему — «Роздуми біля полотна», текст якої вперше опублікував його син Олексій Зарецький (журнал «Образотворче мистецтво», 1993, № 1—2).
Мешкав у Києві в будинку на вулиці Рєпіна, № 25, квартира № 6, а через деякий час після другого одруження — у селі Кончі-Озерній. Помер у Кончі-Озерній 23 серпня 1990 року після тривалої важкої хвороби. Похований у Києві на Міському (Берковецькому) кладовищі у могилі матері та батька. На могилі встановлено пам'ятник роботи Лесі Декерменджі.

## Творчість
Працював у галузях станкового і монументального живопису, книжкової графіки. Творчий спадок становлять близько 1000 олійних полотен та малюнків, серед них:
живопис
- «У вечірньому університеті» (1951);
- «Теща» (1954);
- «Зміна» (1955; Національний художній музей України)[10];
- «Після зміни»/«Шахтарі. Зміна» (1956)[c];
- «Жаркий день» (1957);
- «Шахтарський двір» (1958);
- «Вибирання льону (Ланкова П. Сироватко)» (1960; Національний художній музей України);
- «На зборах» (1961; Національний художній музей України);
- «Дівчата»/«Доярки» (1962, темпера; Харківський художній музей);
- «Дівчина з Полісся» (1965);
- «Вишневий вітер» (1966);
- «Г. Халимоненко» (1967);
- «Оля» (1969);
- «Василь Стус» (1971);
- «Микола Мерзлікін» (1972);
- «Косівські керамісти Т. Шведюк, М. Шкурган, Г. Серебенюк» (1974);
- «Косівський гончар» (1975);
- «Світлий спогад. Автопортрет з дружиною» (1976);
- «Білий пароплав» (1977);
- «Вечірнє катання» (1982);
- «Весняні клопоти» (1986);
- «Сон-трава» (1986);
- «Літо» (1986—1987);
- «Осінь. Конча—Озерна» (1987);
- триптих «Мистецтво» (1987):
  - «Золоті часи мистецтва»;
  - «Металевий рок»;
  - «Після катастрофи»;
- триптих «Релігія» (1987):
  - «Язичництво»;
  - «Вічний дзвін»;
  - «Білобог і Чорнобог»;
- «Ой кум до куми залицявся» (1987—1988);
- «Пікнік» (1988);
- «Голодомор» (1988);
- «Пам'яті Ганни Собачко-Шостак» (1988);
- «Солдатка» (1988);
- «Ой кум до куми залицявся» (1988);
- «Дерево (Витоки мистецтва)» (1988);
- «Актриса» (1989);
- «Золотий череп. Дзвони Чорнобиля» (1989);
- «Чорний струмок» (1989);
- «Пам'яті Алли Горської» (1989—1990);
- «Орач (Василь Стус)» (1989—1990);

графіка
- «Дівчинка» (1960, вугілля);
- «Піонерка» (1963, вугілля);
- «Середня Азія. Базар» (1965, картон, пастель);
- «Наталка» (1981, папір, кольорові олівці).

ілюстрації до
- роману «Правда на землі одна» Юрія Чорного-Діденка (журнал «Радянська Україна», Київ, 1957, № 2-5);
- віршів для дітей «Портрет Леніна» Максима Рильського (Київ, 1960).

монументальні роботи
- оформлення клубу в селі Горностайпілі Київської області (1964)[3];
- мозаїки «Прометей», «Земля», «Вогонь» у середній школі № 47 у Донецьку (1965—1966; разом із Галиною Зубченко, Григорієм Синицею, Аллою Горською, Геннадієм Марченком);
- мозаїчне панно «Вітер» у Києві (1967; разом з Аллою Горською і Борисом Плаксієм);
- мозаїки «Дерево життя» і «Птах-мрія» на ресторані «Україна» у Жданові (1967);
- мозаїчне панно «Прапор перемоги» в Музею молодогвардійців у Краснодоні (1968—1970; разом з Аллою Горською, Борисом Плаксієм, Анатолієм Лимарєвим, О. та В. Смирновими)[12];
- оформлення театрів в Івано-Франківську, Сімферополі, Сумах (1970-ті)[3].

Створив галерею портретів відомих українських діячів — Василя Касіяна, Михайла Яцківа (обидва — 1972), Олександра Горського, Ірини Заславської, Валерія Шевчука, Лізи Миронової, Степана Васильченка (всі — 1973), Раїси Недашківської (1974), Олексія Зарецького (1975); серед творів останнього періоду — портрети Ольги Кравченко, (1986), Лариси Козаченко, Тетяни Цимбал (всі — 1987), Тетяни Дем'яненко (1988).
На початку 1980-х років захопився мистецтвом сецесії, особливо картинами Ґустава Клімта, чого його інколи порівнювали з австрійським митцем.
Брав участь у республіканських та зарубіжних (Берлін — 1951, Варшава — 1955, Будапешт — 1964) виставках з 1951 року, всесоюзних — з 1957 року. Персональні виставки відбулися у Києві у 1989 році та посмертні у 1992, 1995, 1998, 2000 роках.
Написав, а частково надиктував лапідарні спогади. У його спадщині також нотатки, нариси, епістолярій. Ці тексти публікувалися у першій половині 1990-х, а 2009 року були видані окремою книгою «Художник Віктор Зарецький. Пошуки коріння».

## Вшанування
- 1994 року Національна спілка художників України та Національна академія образотворчого мистецтва та архітектури заснували премію імені Віктора Зарецького для молодих художників;
- 2016 року іменем Віктора Зарецького було названо провулок у місті Білопіллі поруч із будинком його батьків, де він народився;
- 2017 року іменем художника названо вулицю в Голосіївському районі Києва[15].

### Фільми
- 1990 року на кіностудії «Укртелефільм» режисером Віктором Василенком знято документальний фільм «Портрет» про Віктора Зарецького;
- 2015 року на телерадіокомпанії «Глас» режисером Людмилою Михалевич знято фільм «Роздуми біля полотна».

## Виноски
1. ↑  За картини останніх років: «Солдатка», «Літо», «Дерево (Витоки мистецтва)», «Ой кум до куми залицявся», «Весняні клопоти».
2. ↑  Рак підшлункової залози[9].
3. ↑  Диплом виставки молодих художників СРСР (1957)[11].
4. ↑  V Всесвітній фестиваль молоді і студентів[3]